# Arthromelodes cona
Arthromelodes cona (лат.) — вид жуков-ощупников (Pselaphinae) из семейства стафилиниды. Эндемик Тибета.

## Распространение
Китай, Тибет, Тибетский автономный район, Cona County, Lebu (勒布), на высоте 2600 м (27°49’10”N, 91°45’09”E) и на высоте 2400—2700 м (27°50’16”N, 91°45’48”E).

## Описание
Мелкие коротконадкрылые жуки. Длина тела от 2,29 до 2,35 мм. Основная окраска красновато-коричневая. Основные отличия от близких видов: голова усеченная в основании; темя с глубокой поперечной бороздой между усиковыми бугорками и длинным медиобазальным килем, вершинные ямки относительно мелкие и асетозные; антенна удлиненная, антенномеры каждый слабо удлинен, кроме субтрапециевидного антенномера 10, антенномер 11 модифицирован вдавлением и гребнем на вентральной стороне. Дискальная полоса надкрылий простирается примерно до вершины 4/5 длины надкрылий. Передние и задние ноги простые, мезотрохантер с длинным, глубоко вильчатым шипом на вентральном крае, мезотибии с исключительно длинным вершинным шипом. Брюшко с крупным тергитом 1 (IV) длиннее тергитов 2-4 (V-VII) вместе взятых в дорсальном виде, простое. Эдеагус сильно асимметричен, срединная доля выступает апикально, вершина заострена, дорсальная доля сильно загнута вниз в апикальной части, парамеры редуцированы и образуют единую мембранозную структуру.

## Систематика и этимология
Вид был впервые описан в 2022 году китайским энтомологом Zi-Wei Yin (Shanghai Normal University, Шанхай, Китай). На основании эдеагальной формы Arthromelodes cona отнесен к группе Arthromelodes championi. Новый вид легко отделяется от всех представителей группы, кроме Arthromelodes abdominalis, по уникальным изменениям усиков самца, крупному, лопастевидному шипу мезотибии, а также по форме эдеагуса. Arthromelodes abdominalis был описан на основе единственной самки, и до появления ассоциированных особей его идентичность остается неясной. Однако представляется маловероятным, что A. abdominalis и A. cona представляют собой один и тот же вид, учитывая более крупные размеры тела (2,6 мм против 2,3 мм) и V-образную форму лобной борозды (слегка синусообразную у A. cona) у первого вида, а также их широко разделенные ареалы. Видовое название Arthromelodes cona дано по месту обнаружения (Cona County).